# Makariusz II (prawosławny patriarcha Antiochii)
Makariusz II – prawosławny patriarcha Antiochii w latach 1164–1166. Podobnie jak jego poprzednik przebywał na wygnaniu.